# Сидоренко, Евгений Константинович
Евгений Константинович Сидоренко  (р. 25 августа 1981, пгт Талалаевка, Черниговская область) — украинский актёр театра, режиссёр.

## Биография
Родился 2 января 1982 года в посёлке городского типа Талалаевка (Черниговская область) в семье рабочего. Отец — Константин Павлович — мастер буровых вышек, мать — Мария Ивановна — кассир. Закончил местную школу № 1 и музыкальную школу по классу баяна. После музыкальной школы посещал хореографическую студию и театральный кружок.
Родители поддерживали увлечение сына искусством. Они настояли на посещении музыкальной школы и лояльно относились к занятиям творчеством, ставя его предпочтения выше за стереотипы и практичность.
После школы поступил в Нежинское училище культуры и искусств им. М. Заньковецкой на специализацию «Зрелищно-театральные мероприятия» (художественный руководитель курса А. А. Кашковская). Проучившись год, пошёл в армию в Военно-морские силы Украины. Служил в Севастополе, ходил в плавание на корабле. Через два года восстановился в училище и окончил обучение.
Ещё в театральном кружке Евгений понял, что хочет идти именно этим путём, а уже в училище осознал, что тянется больше к режиссёрской деятельности.
После училища полгода работал в Талалаевском районном доме культуры.
В 2004 году стал актёром Черниговского областного молодёжного театра, где работает и сейчас.
В 2009 году поступил в Киевский национальный университет театра, кино и телевидения им. И. Карпенка-Карого на специализацию «Режиссура драматического театра» (художественный руководитель курса заслуженный деятель искусств РСФСР, заслуженный деятель искусств Украины К. М. Дубинин). В 2014 году окончил обучение.
В 2015 году Евгений снял клип на песню «Mc Em» «Чернигов» (музыка — Б. Кузьменко, И. Добро, слова — Н. Бичук).
Ведёт активную гастрольную деятельность со своими спектаклями и занимается разнообразными неординарными проектами.

## Режиссёрские работы
В режиссёрской наработке Евгения такие спектакли: «Стулья» Эжена Ионеско, «Эмигранты» Славомира Мрожека и «Варшавская мелодия» Леонида Зорина.

### Эжен Ионеско. «Стулья»
Премьера трагикомедии состоялась 13 апреля 2013 года на сцене Черниговского областного молодёжного театра.
Это дипломная режиссёрская работа актёра.
Драматичная история двух никому не нужных стариков, что развлекают себя играми, ими же самими придуманными. Они представляют, что их посещают лучшие персоны города во главе с императором. Но это абсурд. Они бесконечно одиноки.

### Славомир Мрожек. «Эмигранты»
Премьера спектакля состоялась 26 апреля 2014 года на сцене Черниговского областного молодёжного театра.
С творчеством Мрожека актёра познакомил его коллега Алексей Быш. Прочитав пьесы писателя, молодого режиссёра зацепили именно «Эмигранты».
Там нет сентиментальности. Это чисто мужской материал — для режиссёра-мужчины и актеров-мужиков. Собственно, эта составляющая и подкупила меня, чтобы воплотить свою мечту и поставить данный спектакль.
Важность пьесы «Эмигранты», как представителя психологического театра, заключается в её человеческой правде. В ней говорится о том, о чём люди обычно молчат и не признаются в первую очередь себе. Там затрагиваются темы семьи, свободы.

Сам Евгений Сидоренко так сформулировал идею спектакля: 
Мое сверхзадание как режиссёра — чтобы зрители на сцене увидели себя, именно в этой пьесе и в этом спектакле. Пускай говорят, что драма не актуальна. Я считаю, что благодаря таким высоким жанрам, как трагедия и драма, люди становятся лучше на этой земле, прежде всего — духовно. Именно такие жанры заставляют нас задумываться над своим существованием в этом сложном, а иногда и бессмысленном мире. Только высокие жанры в театре заставляют человека что-то переосмыслить в своей жизни.

### Леонид Зорин. «Варшавская мелодия»
Премьера состоялась 6 мая 2015 года на сцене Черниговского областного филармонического центра фестивалей и концертных программ на базе платформы современного искусства SceneLoft.
SceneLoft возникла в результате встречи креативных людей, заинтересованных в экспериментах и нестандартных подходах к творчеству. Работы на этой платформе выходят за грани театральной сцены, за каноны восприятия драматического искусства.
Традиционно, «Варшавская мелодия» Леонида Зорина — это спектакль о двух влюблённых, что в силу независимых от них обстоятельств вынуждены прожить свою жизнь порознь. Встретившись случайно в 46-м году на концерте в консерватории Гелена, полька, в будущем камерная певица, и Виктор, студент-винодел, что недавно вернулся с войны, влюбились друг в друга и хотели связать свою жизнь. Но выходит закон, запрещающий советским гражданам браки с иностранцами. Какой выход из ситуации они предпочтут — бороться или опустить руки?
Одним из самых важных режиссёрских ходов, инноваций является мим, которого нет в пьесе Л. Зорина. Придуманный самим режиссёром, этот персонаж разрушает все законы и правила спектакля. Он как некая метафизическая сила: Геля и Виктор то видят его и общаются с ним, то не замечают, хоть он и стоит рядом. Мим — что-то вроде Купидона, воплощения любви. Он пытается направить героев, свести их вместе, показать глупость в некоторых поступках двух любящих людей.

## Роли в театре
Черниговский молодёжный театр (2004 — …)
Художественный руководитель театра и режиссёр-постановщик — заслуженный деятель искусств Украины Геннадий Касьянов.
1. «Шельменко-денщик» (Г. Квитка-Основьяненко) — Шельменко;
2. «Три товарища» (Э. М. Ремарк) — Отто;
3. «Мой бедный Марат» (А. Арбузов) — Марат;
4. «Полет над гнездом кукушки» (К. Кизи) — Скенлон;
5. «Старший сын» (А. Вампилов) — Сильва;
6. «Вишнёвый сад» (А. Чехов) — Епиходов;
7. «Тартюф» (Мольер) — Дамис;
8. «Овод» (Э. Л. Войнич) — Артур;
9. «Чайка» (А. Чехов) — Илья Афанасьевич Шамраев;
10. «Механический апельсин» (Э. Берджес), постановка И. Тихомирова — Дальтоид, Писатель, Билли Бой, Джо;
11. «Фиеста» (Э. Хемингуэй), постановка И. Тихомирова — Кон;
12. «За двумя зайцами» (М. Старицкий) — Катеринщик;
13. «Хозяйка гостиницы» (К. Гольдони) — Слуга;
14. «Иохим Лис — детектив с дипломом» (Г. Гладков) — Заяц Гвидон;
15. «Татуированная роза» (Т. Уильямс) — Джек Хантер;
16. «Украденное счастье» (И. Франко) — Парень;
17. «Вертеп» — Пастух;
18. «Сокровища капитана Флинта» (по Р. Л. Стивенсону) — Джим;
19. «Кукольный дом» (Г. Ибсен) — Посыльный;
20. «Карлсон» (А. Линдгрен) — Малыш;
21. «Иванов» (А. Чехов) — Косых;
22. «Гарольд и Мод» (К. Хиггинс, Ж.-К. Каррьер) — Отче;
23. «Приключения Пети праздничной ночью» (Д. Литвин) — чортик Антипка;
24. «Валентин и Валентина» (М. Рощин) — Бухов;
25. «Поминальна молитва» (Г. Горин), постановка А. Янковского — Перчик;
26. «Новогодний переполох» — Иван-Дурак;
27. «Пигмалион» (Б. Шоу) — Фредди Эйнсфорд Хилл;
28. «Поллианна» (Э. Портер), постановка Б. Ревкевича — Тимоти, Житель города;
29. «Не принимай подарков от Антипки» (Д. Литвин) — чортик Антипка;
30. «Безымянная звезда» (М. Себастьян), постановка Б. Ревкевича — Начальник вокзала;
31. «Матушка Кураж» (Б. Брехт) — Фельдфебель;
32. «Зачарованная Десна» (А. Довженко), постановка А. Биша.

## Роли в кино
1. 2007 — «Тяжёлый песок» — партизан-подрывник;
2. 2009 — «Смерш 3» — раненый солдат;
3. 2012 — «Возвращение Мухтара 3» — милиционер-сотрудник ГАИ.

## Интересные факты
Одна из настольных книг актёра: «Мастер и Маргарита» М. Булгакова. Любимый персонаж: Воланд.
Я на 95 % согласен с тем, что говорит Воланд в романе. Вот если бы с ним встретиться — охотно бы пообщался.

Любимый жанр в театре: 
Все жанры хороши, кроме скушных

Любимая роль: нету. Уважает каждого сыгранного персонажа. 
И «Кушать подано!» — отличная роль.